# Гирино-Солнечное
Гирино-Солнечное — деревня в Вышневолоцком городском округе Тверской области.

## География
Находится в центральной части Тверской области на расстоянии приблизительно 26 км по прямой на север от вокзала железнодорожной станции Вышний Волочёк на левом берегу реки Мста.

## История
На карте 1825 года деревня уже была отмечена. В 1859 году здесь (деревня Вышневолоцкого уезда) было учтено 17 дворов. До 2019 года входила в состав ныне упразднённого Солнечного сельского поселения Вышневолоцкого муниципального района.
Распоряжение Правительства Российской Федерации №4076-р от 22.12.2022 г. деревня Гирино переименована в Гирино-Солнечное.

## Население
Численность населения составляла 104 человека (1859 год), 5 (русские 100 %) в 2002 году, 1 в 2010.